# Impact Grand Championship
Impact Grand Championship – dawny tytuł mistrzowski utworzony przez amerykańską federację wrestlingu Impact Wrestling.
Billy Corgan, prezes TNA, ogłosił powstanie nowego mistrzostwa 13 sierpnia 2016 roku podczas nagrań do kolejnego odcinka programu Impact Wrestling, który wyemitowano 8 września. Tego dnia Corgan przedstawił oficjalnie pas Impact Grand Championship, oznajmiając zarazem usunięcie TNA King of the Mountain Championship. Pierwszego mistrza wyłonił ośmioosobowy turniej eliminacyjny. Jego finał miał miejsce 2 października na gali Bound for Glory, gdzie Aron Rex pokonał Eddiego Edwardsa.
Do 2018 r. rywalizacja o tytuł toczyła się na specjalnych zasadach, m.in. pojedynek składał się z trzech rund, a walkę dwóch zawodników oceniało troje sędziów za pomocą systemu dziesięciopunktowego. W wyniku zmian pojedynek o mistrzostwo odbywa się na standardowych zasadach.
Tytuł został połączony z Impact World Championship 4 czerwca 2018 r. podczas konferencji prasowej dotyczącej Slammiversary XVI.

## Historia tytułu
11 sierpnia 2016 r. Bobby Lashley odniósł zwycięstwo nad Jamesem Stormem w Winner Takes All matchu (zwycięzca spotkania odbiera mistrzostwo wcześniej należące do przeciwnika), efektem czego dołączył tytuł TNA King of the Mountain Championship do posiadanych przez siebie TNA World Heavyweight Championship oraz TNA X Division Championship. 18 sierpnia postanowił zunifikować pasy King of the Mountain i X Division z pasem wagi ciężkiej. Temu rozwiązaniu sprzeciwili się Billy Corgan i Dixie Carter (główni właściciele TNA). Lashley zatrzymał zatem jedynie TNA World Heavyweight Championship, zaś z pozostałych tytułów zrezygnował. 8 września Corgan pojawił się w ringu i oświadczył, że TNA King of the Mountain Championship zostało zlikwidowane, a jego miejsce zajmie nowe mistrzostwo – Impact Grand. Dodał również, że pierwszego mistrza wyłoni ośmioosobowy turniej eliminacyjny, którego finał odbędzie się 2 października na gali Bound for Glory.

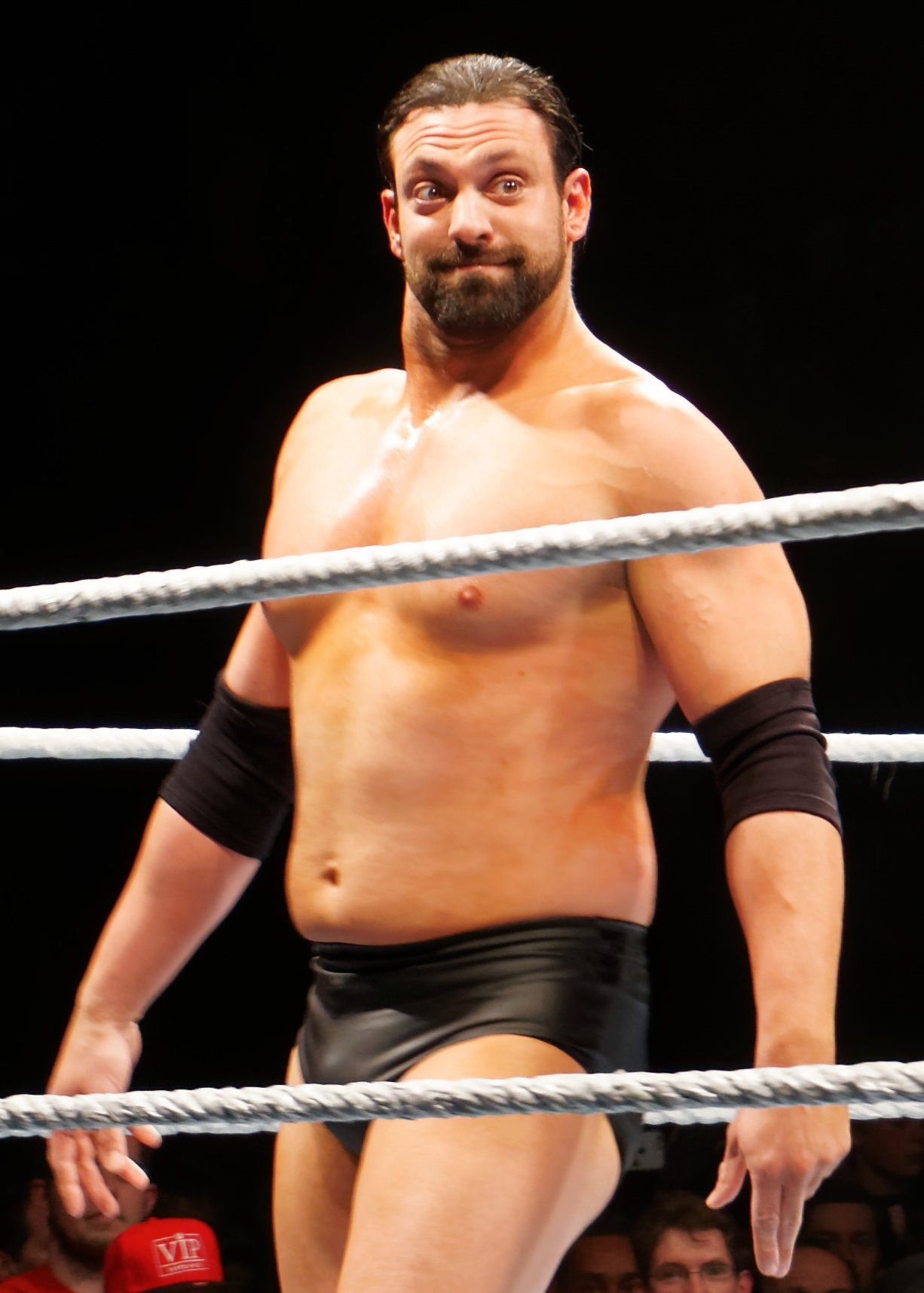
Pierwszy Impact Grand Champion, Aron Rex

Impact Grand Championship zostało połączone z Impact World Championship przez Austina Ariesa 4 czerwca 2018 r. podczas konferencji prasowej dotyczącej Slammiversary XVI, która miała miejsce w Toronto.

### Zasady
Spotkania o Impact Grand Championship rozgrywane były do 2018 r. na specjalnych zasadach. Każdy pojedynek składał się z trzech trzyminutowych rund, a w wyjątkowych sytuacjach były one przedłużane do pięciu minut. Walkę wygrywał ten wrestler, który przypiął (pinfall) lub zmusił do poddania (submission) swojego rywala przed upływem regulaminowego czasu. Jeśli taka okoliczność nie nastąpiła, wtedy troje sędziów wyłaniało zwycięzcę na podstawie systemu dziesięciopunktowego.
W specjalnym odcinku Impactu! o nazwie Genesis, wyemitowanego 25 stycznia 2018 r., Matt Sydal pokonał ówczesnego mistrza, Ethana Cartera III, w „No Rounds, No Judges” matchu. W ten sposób zarząd Impact Wrestling zaniechał używania w pojedynkach o Impact Grand Championsip systemu rund i przyznawania punktów przez sędziów. W kolejnych walkach zawodnicy zaczęli walczyć na standardowych zasadach.

### Turniej o Impact Grand Championship (2016)

#### Ćwierćfinały
Walki ćwierćfinałowe odbyły się 8 i 15 września. Ich zwycięzcami byli Drew Galloway, Eli Drake, Aron Rex oraz Eddie Edwards.
| Nr | Pojedynek                        | Wyniki poszczególnych rund | Wyniki poszczególnych rund | Wyniki poszczególnych rund         | Zwycięzca     |
| Nr | Pojedynek                        | I runda                    | II runda                   | III runda                          | Zwycięzca     |
| -- | -------------------------------- | -------------------------- | -------------------------- | ---------------------------------- | ------------- |
| 1  | Drew Galloway vs. Braxton Sutter | 30:27 (10:9;10:9;10:9)     | 28:29 (9:10;9:10;10:9)     | Galoway zmusił do poddania Suttera | Drew Galloway |
| 2  | Eli Drake vs. Jessie Godderz     | 28:29 (9:10;10:9;9:10)     | 28:29 (10:9;9:10;9:10)     | Drake przypiął Godderza            | Eli Drake     |
| 3  | Aron Rex vs. Trevor Lee          | 29:28 (10:9;9:10;10:9)     | Rex przypiął Lee           | —                                  | Aron Rex      |
| 4  | Eddie Edwards vs. Mahabali Shera | 30:27 (10:9;10:9;10:9)     | 28:29 (9:10;9:10;10:9)     | Edwards zmusił do poddania Sherę   | Eddie Edwards |

#### Półfinały
Walki półfinałowe miały miejsce 22 września. Zwycięstwa odnieśli Drew Galloway oraz Aron Rex.
| Nr | Pojedynek                       | Wyniki poszczególnych rund | Wyniki poszczególnych rund | Wyniki poszczególnych rund              | Zwycięzca     |
| Nr | Pojedynek                       | I runda                    | II runda                   | III runda                               | Zwycięzca     |
| -- | ------------------------------- | -------------------------- | -------------------------- | --------------------------------------- | ------------- |
| 1  | Drew Galloway vs. Eddie Edwards | 29:28 (10:9;10:9;9:10)     | 28:29 (9:10;10:9;9:10)     | Decyzja sedziów korzystna dla Gallowaya | Drew Galloway |
| 2  | Aron Rex vs. Eli Drake          | 30:27 (10:9;10:9;10:9)     | 28:29 (9:10;9:10;10:9)     | Rex przypiął Drake'a                    | Aron Rex      |

#### Finał
22 września Drew Galloway zakomunikował na Twitterze, że doznał kontuzji i nie będzie mógł uczestniczyć w najbliższych wydarzeniach sportowych, dlatego jego miejsce zajął Eddie Edwards.
W finale czas rund przedłużono do pięciu minut. Aron Rex, decyzją sędziów, wygrał z Eddiem Edwardsem, zostając pierwszym Impact Grand Championem. Rex był lepszy od rywala w drugiej rundzie (30:27 – 10:9;10:9;10:9), natomiast Edwards w pierwszej turze otrzymał notę (30:27 – 10:9;10:9;10:9).

#### Drabinka turnieju
|  | Ćwierćfinały   | Ćwierćfinały  |               |       | Półfinały | Półfinały |  |  | Finał | Finał |
|  |                |               |               |       |           |           |  |  |       |       |
|  |                |               |               |       |           |           |  |  |       |       |
|  |                |               |               |       |           |           |  |  |       |       |
|  | Drew Galloway  | Sub           |               |       |           |           |  |  |       |       |
|  | Drew Galloway  | Sub           |               |       |           |           |  |  |       |       |
|  | Braxton Sutter | 6:44          |               |       |           |           |  |  |       |       |
|  | Braxton Sutter | 6:44          | Drew Galloway | Split |           |           |  |  |       |       |
|  |                |               | Drew Galloway | Split |           |           |  |  |       |       |
|  |                | Eddie Edwards | 9:00          |       |           |           |  |  |       |       |
|  | Eddie Edwards  | Eddie Edwards | 9:00          | Sub   |           |           |  |  |       |       |
|  | Eddie Edwards  |               |               | Sub   |           |           |  |  |       |       |
|  | Mahabali Shera | 6:53          |               |       |           |           |  |  |       |       |
|  | Mahabali Shera | 6:53          | Eddie Edwards | 15:00 |           |           |  |  |       |       |
|  |                |               | Eddie Edwards | 15:00 |           |           |  |  |       |       |
|  |                | Aron Rex      | Split         |       |           |           |  |  |       |       |
|  | Aron Rex       | Aron Rex      | Split         | Pin   |           |           |  |  |       |       |
|  | Aron Rex       |               |               | Pin   |           |           |  |  |       |       |
|  | Trevor Lee     | 4:55          |               |       |           |           |  |  |       |       |
|  | Trevor Lee     | 4:55          | Aron Rex      | Pin   |           |           |  |  |       |       |
|  |                |               | Aron Rex      | Pin   |           |           |  |  |       |       |
|  |                | Eli Drake     | 8:41          |       |           |           |  |  |       |       |
|  | Eli Drake      | Eli Drake     | 8:41          | Pin   |           |           |  |  |       |       |
|  | Eli Drake      |               |               | Pin   |           |           |  |  |       |       |
|  | Jessie Godderz | 8:15          |               |       |           |           |  |  |       |       |
|  | Jessie Godderz | 8:15          |               |       |           |           |  |  |       |       |

## Posiadacze pasa
| Lp. | Wrestler         | Panowanie | Data                | Dni utrzymania | Lokalizacja      | Wydarzenie                                      | Notka | Odn.          |
| --- | ---------------- | --------- | ------------------- | -------------- | ---------------- | ----------------------------------------------- | --- | ------------- |
| 1   | Aron Rex         | 1         | 2 października 2016 | 7              | Orlando, Floryda | Bound for Glory (2016)                          | Pokonał Eddiego Edwardsa w finale ośmioosobowego turnieju eliminacyjnego. | [ 14 ]        |
| 2   | Moose            | 1         | 9 października 2016 | 90             | Orlando, Floryda | Impact Wrestling                                | Odcinek został wyemitowany 1 grudnia 2016 r. | [ 15 ] [ 16 ] |
| 3   | Drew Galloway    | 1         | 7 stycznia 2017     | 5              | Orlando, Floryda | Impact Wrestling                                | Odcinek został wyemitowany 19 stycznia 2017 r. | [ 17 ] [ 18 ] |
| 4   | Moose            | 2         | 12 stycznia 2017    | 174            | Orlando, Floryda | Impact Wrestling                                | Odcinek został wyemitowany 2 marca 2017 r. | [ 19 ] [ 20 ] |
| 5   | Ethan Carter III | 1         | 5 lipca 2017        | 128            | Orlando, Floryda | GFW Impact!                                     | EC3 wygrał po decyzji sędziów. Odcinek został wyemitowany 3 sierpnia 2017 r. | [ 21 ] [ 22 ] |
| 6   | Matt Sydal       | 1         | 10 listopada 2017   | 64             | Ottawa, Kanada   | Impact: Genesis (2018)                          | Walka odbyła się na standardowych zasadach. Odcinek został wyemitowany 25 stycznia 2018 r. | [ 23 ] [ 24 ] |
| 7   | Josh Mathews     | 1         | 13 stycznia 2018    | 1              | Orlando, Floryda | Impact!                                         | Matt Sydal podarował tytuł mistrzowski Mathewsowi, gdy ogłosił go swoim „przewodnikiem duchowym”. Odcinek został wyemitowany 15 marca 2018 r.                                                                               | [ 25 ] [ 26 ] |
| 8   | Austin Aries     | 1         | 14 stycznia 2018    | 141            | Orlando, Floryda | Impact!                                         | Pokonał Matta Sydala (bronił mistrzostwo w imieniu Mathewsa) w Winner Takes All matchu, na którego szali znalazło się również Impact World Championship posiadane przez Ariesa. Odcinek został wyemitowany 29 marca 2018 r. | [ 27 ] [ 28 ] |
| –   | Unifikacja       | –         | 4 czerwca 2018      | –              | Toronto, Kanada  | Konferencja prasowa dotycząca Slammiversary XVI | Aries zunifikował tytuł z Impact World Championship | [ 6 ]         |

## Posiadanie
|  | Obecny posiadacz |

| Lp. | Wrestler         | Liczba panowań | Dni posiadania |
| --- | ---------------- | -------------- | -------------- |
| 1   | Aron Rex         | 1              | 7              |
| 2   | Moose            | 2              | 264            |
| 3   | Drew Galloway    | 1              | 5              |
| 4   | Ethan Carter III | 1              | 128            |
| 5   | Matt Sydal       | 1              | 64             |
| 6   | Josh Mathews     | 1              | 1              |
| 7   | Austin Aries     | 1              | 141            |